# On Fleek
On Fleek è un singolo della cantante francese Eva, pubblicato il 11 gennaio 2019.
Il brano vede la collaborazione del rapper francese Lartiste.

## Video musicale
Il video è stato reso disponibile in concomitanza con la pubblicazione del brano.

## Tracce
Testi e musiche di Eva, Youssef Akdim, Fabio Lancel e Gbalia Stan.
1. On Fleek – 2:54

## Formazione
- Eva – voce
- Lartiste – voce
- Fabio Lancel – produzione
- Gbalia Stan – produzione

## Classifiche
| Classifica (2019) | Posizione massima |
| ----------------- | ----------------- |
| Belgio (Vallonia) | 26                |
| Francia           | 1                 |